# Lê Quỳnh
Lê Quỳnh (6 tháng 9 năm 1934 – 5 tháng 1 năm 2008) là nam diễn viên điện ảnh Việt Nam trước năm 1975. Ông là một trong những tài tử đời đầu của nền điện ảnh Việt Nam.

## Cuộc đời
Lê Quỳnh sinh ngày 6 tháng 9 năm 1934 tại Hà Nội. Ông di cư vào miền Nam năm 1954 và bắt đầu sự nghiệp điện ảnh của mình qua vai diễn trong phim Chúng tôi muốn sống của đạo diễn Vĩnh Noãn. Sau bộ phim tên tuổi của ông bắt đầu nổi lên trong làng điện ảnh Việt Nam. Năm 1957, ông tham gia bộ phim Hồi chuông thiên mụ đóng cùng với nữ diễn viên Kiều Chinh. Phim dựa trên tiểu thuyết của Phan Trần Chúc, do Lê Dân làm đạo diễn, hãng Tân Việt Điện Ảnh của Bùi Diễm sản xuất. Phần âm nhạc do hai nhạc sĩ Nguyễn Hữu Ba và Phạm Duy phụ trách. Liên tiếp sau đó ông đóng vai chính trong các phim Mưa rừng, Đôi mắt người xưa, Bẫy ngầm, Mùa thu cuối cùng. Trong đó phim Bẫy ngầm của đạo diễn Lê Hoàng Hoa, Lê Quỳnh đoạt giải "Nam diễn viên xuất sắc".
Năm 1966, Lê Quỳnh đại diện Việt Nam tham dự Đại hội điện ảnh Á Châu tại Seoul, Hàn Quốc và đã đoạt được hai giải thưởng trong Đại hội này. Năm 1967, Lê Quỳnh cũng tham dự Đại hội điện ảnh quốc tế tại Berlin, Đức. Lần này ông được mời làm hội viên danh dự của nghiệp đoàn diễn viên điện ảnh quốc tế.
Ông kết hôn với người vợ đầu là ca sĩ nổi tiếng Thái Thanh và có 5 người con. Trong đó có 2 người con gái theo nghề hát là ca sĩ Ý Lan và Quỳnh Hương. Ông tái hôn với người vợ thứ hai và có 4 người con. Ngày 5 tháng 1 năm 2008, ông qua đời tại California, hưởng thọ 74 tuổi.

## Phim đã tham gia
- Chúng tôi muốn sống (1956)
- Bụi phấn hồng
- Bẫy ngầm
- Chờ người
- Đôi mắt người xưa
- Hồi chuông thiên mụ (1957)
- Mưa rừng
- Mùa thu cuối cùng
- Ngàn năm mây bay
- Từ Sài Gòn đến Điện Biên Phủ
- Tổ Đặc Công 13
- Hoà-Bình (1970)